# دوم ماسيدو كوستا
دوم ماسيدو كوستا بلدية في ولاية باهيا في المنطقة الشمالية الشرقية من البرازيل.